# Le Grand Divorce entre le ciel et la terre
Le Grand Divorce entre le ciel et la terre (titre original : The Great Divorce) est un roman écrit par C. S. Lewis en 1946.

## Présentation
L'auteur livre ici sa vision de l'Enfer et du Paradis chrétiens. Le titre fait reference au poème de William Blake, Le Mariage du Ciel et de l'Enfer. Parmi les sources de l'auteur figurent : St. Augustin, Dante Alighieri, John Milton, John Bunyan, Emanuel Swedenborg et Lewis Carroll.

## Résumé
Le narrateur se retrouve dans une ville qui n'est autre que l'Enfer ou le Purgatoire (selon le temps qu'on y passe). Parmi ceux qui s'y trouvent, on aperçoit Napoléon, « marchant sans arrêt [...]. Et marmonnant sans cesse : C'était la faute de Soult. C'était la faute de Ney. C'était la faute de Joséphine. C'était la faute des Russes. C'était la faute des Anglais. Toujours pareil. Ne s'arrêtant jamais. Un petit homme gras qui paraissait fatigué. Mais il semblait incapable de s'arrêter ». 
Le narrateur finit par trouver un autocar à l’intention de ceux qui veulent faire une excursion ailleurs (cet ailleurs s'avérera être les contreforts du Paradis). Il monte dans le véhicule et discute avec les passagers durant le trajet. Quand le car arrive à destination, les passagers — y compris le narrateur — s'aperçoivent progressivement qu'ils sont des fantômes...